# Courcelles-sous-Moyencourt
Courcelles-sous-Moyencourt är en kommun i departementet Somme i regionen Hauts-de-France i norra Frankrike. Kommunen ligger i kantonen Poix-de-Picardie som tillhör arrondissementet Amiens. År 2022 hade Courcelles-sous-Moyencourt 158 invånare.

## Befolkningsutveckling
Antalet invånare i kommunen Courcelles-sous-Moyencourt
| Referens: INSEE |